# Puchar Świata w łyżwiarstwie szybkim 2007/2008
Puchar Świata w łyżwiarstwie szybkim 2007/2008 był 23. edycją tej imprezy. Cykl rozpoczął się w amerykańskim Salt Lake City 9 listopada 2007 roku, a zakończył 22 lutego 2008 roku w holenderskie Heerenveen.
Puchar Świata rozgrywano w 8 miastach, w 7 krajach, na 2 kontynentach. Dwukrotnie łyżwiarzy gościło Heerenveen.
Wśród kobiet najwięcej tytułów zdobyły reprezentantki Niemiec: Jenny Wolf wygrała na 100 i 500 m, a Anni Friesinger była najlepsza na 1000 m. Kanadyjka Kristina Groves zwyciężyła na 1500 m, Czeszka Martina Sáblíková była najlepsza na 3000/5000, a rywalizację drużynową wygrały Kanadyjki. Wśród mężczyzn Koreańczyk Lee Kang-seok i Fin Mika Poutala ex aequo zwyciężyli na 100 m, Kanadyjczyk Jeremy Wotherspoon wygrał 500 m, Amerykanin Shani Davis był najlepszy na 1000 i 1500 m, w klasyfikacji 5000/10 000 m zwyciężył Norweg Håvard Bøkko, a klasyfikację drużynową wygrali Holendrzy.

## Medaliści zawodów

### Kobiety

#### Wyniki
| Data                 | Miejsce                                                           | Konkurencja                                                       | Zwycięzca                                                              | 2. miejsce                                                          | 3. miejsce                                                             |
| -------------------- | ----------------------------------------------------------------- | ----------------------------------------------------------------- | ---------------------------------------------------------------------- | ------------------------------------------------------------------- | ---------------------------------------------------------------------- |
| 9-11 listopada 2007  | Salt Lake City                                                    | 500 m (9 listopada)                                               | Wang Beixing                                                           | Jenny Wolf                                                          | Sayuri Yoshii                                                          |
| 9-11 listopada 2007  | Salt Lake City                                                    | 1000 m (9 listopada)                                              | Wang Beixing                                                           | Anni Friesinger                                                     | Wang Fei                                                               |
| 9-11 listopada 2007  | Salt Lake City                                                    | 500 m (10 listopada)                                              | Jenny Wolf                                                             | Wang Beixing                                                        | Sayuri Yoshii                                                          |
| 9-11 listopada 2007  | Salt Lake City                                                    | 1500 m (10 listopada)                                             | Christine Nesbitt                                                      | Kristina Groves                                                     | Chiara Simionato                                                       |
| 9-11 listopada 2007  | Salt Lake City                                                    | 1000 m (11 listopada)                                             | Chiara Simionato                                                       | Anni Friesinger                                                     | Christine Nesbitt                                                      |
| 9-11 listopada 2007  | Salt Lake City                                                    | 3000 m (11 listopada)                                             | Martina Sáblíková                                                      | Cindy Klassen                                                       | Renate Groenewold                                                      |
| 16-18 listopada 2007 | Calgary                                                           | 500 m (16 listopada)                                              | Jenny Wolf                                                             | Wang Beixing                                                        | Sayuri Yoshii                                                          |
| 16-18 listopada 2007 | Calgary                                                           | 3000 m (16 listopada)                                             | Martina Sáblíková                                                      | Renate Groenewold                                                   | Kristina Groves                                                        |
| 16-18 listopada 2007 | Calgary                                                           | 500 m (17 listopada)                                              | Jenny Wolf                                                             | Wang Beixing                                                        | Annette Gerritsen                                                      |
| 16-18 listopada 2007 | Calgary                                                           | 1500 m (17 listopada)                                             | Christine Nesbitt                                                      | Anni Friesinger                                                     | Kristina Groves                                                        |
| 16-18 listopada 2007 | Calgary                                                           | 1000 m (18 listopada)                                             | Anni Friesinger                                                        | Christine Nesbitt                                                   | Chiara Simionato                                                       |
| 16-18 listopada 2007 | Calgary                                                           | Drużynowo (18 listopada)                                          | Niemcy Anni Friesinger · Claudia Pechstein · Daniela Anschütz-Thoms    | Kanada Christine Nesbitt · Kristina Groves · Shannon Rempel         | Rosja Jekatierina Łobyszewa · Jekatierina Abramowa · Galina Lichaczowa |
| 1-2 grudnia 2007     | Kołomna                                                           | 5000 m (1 grudnia)                                                | Martina Sáblíková                                                      | Clara Hughes                                                        | Daniela Anschütz-Thoms                                                 |
| 1-2 grudnia 2007     | Kołomna                                                           | 1500 m (2 grudnia)                                                | Anni Friesinger                                                        | Christine Nesbitt                                                   | Daniela Anschütz-Thoms                                                 |
| 7-9 grudnia 2007     | Heerenveen                                                        | 500 m (7 grudnia)                                                 | Wang Beixing                                                           | Jenny Wolf                                                          | Annette Gerritsen                                                      |
| 7-9 grudnia 2007     | Heerenveen                                                        | 3000 m (8 grudnia)                                                | Renate Groenewold                                                      | Martina Sáblíková                                                   | Ireen Wüst                                                             |
| 7-9 grudnia 2007     | Heerenveen                                                        | 1500 m (8 grudnia)                                                | Anni Friesinger                                                        | Kristina Groves                                                     | Christine Nesbitt                                                      |
| 7-9 grudnia 2007     | Heerenveen                                                        | 500 m (9 grudnia)                                                 | Jenny Wolf                                                             | Wang Beixing                                                        | Lee Sang-hwa                                                           |
| 7-9 grudnia 2007     | Heerenveen                                                        | 1000 m (9 grudnia)                                                | Anni Friesinger                                                        | Christine Nesbitt                                                   | Chiara Simionato                                                       |
| 7-9 grudnia 2007     | Heerenveen                                                        | Drużynowo (9 grudnia)                                             | Holandia Paulien van Deutekom · Renate Groenewold · Diane Valkenburg   | Kanada Christine Nesbitt · Cindy Klassen · Brittany Schussler       | Rosja Jekatierina Łobyszewa · Jekatierina Abramowa · Galina Lichaczowa |
| 15-16 grudnia 2007   | Erfurt                                                            | 500 m (15 grudnia)                                                | Jenny Wolf                                                             | Anni Friesinger                                                     | Annette Gerritsen                                                      |
| 15-16 grudnia 2007   | Erfurt                                                            | 1000 m (15 grudnia)                                               | Anni Friesinger                                                        | Chiara Simionato                                                    | Cindy Klassen                                                          |
| 15-16 grudnia 2007   | Erfurt                                                            | 100 m (16 grudnia)                                                | Jenny Wolf                                                             | Xing Aihua                                                          | Judith Hesse                                                           |
| 15-16 grudnia 2007   | Erfurt                                                            | 500 m (16 grudnia)                                                | Jenny Wolf                                                             | Annette Gerritsen                                                   | Lee Sang-hwa                                                           |
| 15-16 grudnia 2007   | Erfurt                                                            | 1000 m (16 grudnia)                                               | Anni Friesinger                                                        | Ireen Wüst                                                          | Chiara Simionato                                                       |
| 12-13 stycznia 2008  | 105. mistrzostwa Europy w wieloboju 2008 – Kołomna                | 105. mistrzostwa Europy w wieloboju 2008 – Kołomna                | 105. mistrzostwa Europy w wieloboju 2008 – Kołomna                     | 105. mistrzostwa Europy w wieloboju 2008 – Kołomna                  | 105. mistrzostwa Europy w wieloboju 2008 – Kołomna                     |
| 19-20 stycznia 2008  | 39. Mistrzostwa świata w wieloboju sprinterskim 2008 – Heerenveen | 39. Mistrzostwa świata w wieloboju sprinterskim 2008 – Heerenveen | 39. Mistrzostwa świata w wieloboju sprinterskim 2008 – Heerenveen      | 39. Mistrzostwa świata w wieloboju sprinterskim 2008 – Heerenveen   | 39. Mistrzostwa świata w wieloboju sprinterskim 2008 – Heerenveen      |
| 25-27 stycznia 2008  | Hamar                                                             | 500 m (25 stycznia)                                               | Jenny Wolf                                                             | Lee Sang-hwa                                                        | Marianne Timmer                                                        |
| 25-27 stycznia 2008  | Hamar                                                             | 1500 m (25 stycznia)                                              | Ireen Wüst                                                             | Paulien van Deutekom                                                | Christine Nesbitt                                                      |
| 25-27 stycznia 2008  | Hamar                                                             | 500 m (26 stycznia)                                               | Jenny Wolf                                                             | Lee Sang-hwa                                                        | Annette Gerritsen                                                      |
| 25-27 stycznia 2008  | Hamar                                                             | 5000 m (26 stycznia)                                              | Martina Sáblíková                                                      | Claudia Pechstein                                                   | Clara Hughes                                                           |
| 25-27 stycznia 2008  | Hamar                                                             | 1000 m (27 stycznia)                                              | Anni Friesinger                                                        | Christine Nesbitt                                                   | Ireen Wüst                                                             |
| 2-3 lutego 2008      | Baselga di Pinè                                                   | 1500 m (2 lutego)                                                 | Kristina Groves                                                        | Martina Sáblíková                                                   | Christine Nesbitt                                                      |
| 2-3 lutego 2008      | Baselga di Pinè                                                   | 3000 m (3 lutego)                                                 | Martina Sáblíková                                                      | Claudia Pechstein                                                   | Katrin Mattscherodt                                                    |
| 2-3 lutego 2008      | Baselga di Pinè                                                   | Drużynowo (3 lutego)                                              | Rosja Jekatierina Łobyszewa · Jekatierina Abramowa · Galina Lichaczowa | Japonia Maki Tabata · Hiromi Ōtsu · Masako Hozumi                   | Polska Katarzyna Wójcicka · Karolina Ksyt · Luiza Złotkowska           |
| 9-10 lutego 2008     | 102. mistrzostwa świata w wieloboju 2008 – Berlin                 | 102. mistrzostwa świata w wieloboju 2008 – Berlin                 | 102. mistrzostwa świata w wieloboju 2008 – Berlin                      | 102. mistrzostwa świata w wieloboju 2008 – Berlin                   | 102. mistrzostwa świata w wieloboju 2008 – Berlin                      |
| 16-17 lutego 2008    | Inzell                                                            | 500 m (16 lutego)                                                 | Jenny Wolf                                                             | Annette Gerritsen                                                   | Swietłana Kajkan Sayuri Yoshii                                         |
| 16-17 lutego 2008    | Inzell                                                            | 1000 m (16 lutego)                                                | Anni Friesinger                                                        | Ireen Wüst                                                          | Shannon Rempel                                                         |
| 16-17 lutego 2008    | Inzell                                                            | 100 m (17 lutego)                                                 | Jenny Wolf                                                             | Judith Hesse                                                        | Shihomi Shin’ya                                                        |
| 16-17 lutego 2008    | Inzell                                                            | 500 m (17 lutego)                                                 | Jenny Wolf                                                             | Annette Gerritsen                                                   | Swietłana Kajkan                                                       |
| 16-17 lutego 2008    | Inzell                                                            | 1000 m (17 lutego)                                                | Anni Friesinger                                                        | Ireen Wüst                                                          | Shannon Rempel                                                         |
| 22-24 lutego 2008    | Heerenveen                                                        | 500 m (22 lutego)                                                 | Jenny Wolf                                                             | Lee Sang-hwa                                                        | Annette Gerritsen Marianne Timmer                                      |
| 22-24 lutego 2008    | Heerenveen                                                        | 3000 m (22 lutego)                                                | Martina Sáblíková                                                      | Ireen Wüst                                                          | Renate Groenewold                                                      |
| 22-24 lutego 2008    | Heerenveen                                                        | 500 m (23 lutego)                                                 | Jenny Wolf                                                             | Lee Sang-hwa                                                        | Swietłana Kajkan                                                       |
| 22-24 lutego 2008    | Heerenveen                                                        | 1500 m (23 lutego)                                                | Paulien van Deutekom                                                   | Ireen Wüst                                                          | Kristina Groves                                                        |
| 22-24 lutego 2008    | Heerenveen                                                        | 1000 m (24 lutego)                                                | Anni Friesinger                                                        | Paulien van Deutekom                                                | Shannon Rempel                                                         |
| 22-24 lutego 2008    | Heerenveen                                                        | 100 m (24 lutego)                                                 | Jenny Wolf                                                             | Judith Hesse                                                        | Shihomi Shin’ya                                                        |
| 22-24 lutego 2008    | Heerenveen                                                        | Drużynowo (24 lutego)                                             | Kanada Kristina Groves · Shannon Rempel · Brittany Schussler           | Niemcy Daniela Anschütz-Thoms · Katrin Mattscherodt · Lucille Opitz | Japonia Masako Hozumi · Hiromi Ōtsu · Shihomi Shin’ya                  |
| 6-9 marca 2008       | 11. Mistrzostwa świata na dystansach 2008 – Nagano                | 11. Mistrzostwa świata na dystansach 2008 – Nagano                | 11. Mistrzostwa świata na dystansach 2008 – Nagano                     | 11. Mistrzostwa świata na dystansach 2008 – Nagano                  | 11. Mistrzostwa świata na dystansach 2008 – Nagano                     |

#### Klasyfikacje
| Lp. | Zawodnik          | Punkty |
| --- | ----------------- | ------ |
| 1.  | Jenny Wolf        | 350    |
| 2.  | Judith Hesse      | 270    |
| 3.  | Shihomi Shin’ya   | 175    |
| 4.  | Swietłana Kajkan  | 166    |
| 5.  | Lee Sang-hwa      | 135    |
| 6.  | Kim Weger         | 100    |
| 7.  | Xing Aihua        | 80     |
| 8.  | Pamela Zoellner   | 60     |
| 9.  | Annette Gerritsen | 56     |
| 10. | Kerry Simpson     | 54     |

| Lp. | Zawodnik          | Punkty |
| --- | ----------------- | ------ |
| 1.  | Jenny Wolf        | 1460   |
| 2.  | Annette Gerritsen | 928    |
| 3.  | Lee Sang-hwa      | 714    |
| 4.  | Swietłana Kajkan  | 681    |
| 5.  | Sayuri Yoshii     | 648    |
| 6.  | Marianne Timmer   | 600    |
| 7.  | Wang Beixing      | 520    |
| 8.  | Shannon Rempel    | 365    |
| 9.  | Xing Aihua        | 344    |
| 10. | Julija Niemaja    | 325    |

| Lp. | Zawodnik             | Punkty |
| --- | -------------------- | ------ |
| 1.  | Anni Friesinger      | 1010   |
| 2.  | Ireen Wüst           | 602    |
| 3.  | Shannon Rempel       | 516    |
| 4.  | Chiara Simionato     | 440    |
| 5.  | Annette Gerritsen    | 429    |
| 6.  | Christine Nesbitt    | 370    |
| 7.  | Cindy Klassen        | 334    |
| 8.  | Marianne Timmer      | 298    |
| 9.  | Paulien van Deutekom | 273    |
| 9.  | Sayuri Yoshii        | 273    |

| Lp. | Zawodnik               | Punkty |
| --- | ---------------------- | ------ |
| 1.  | Kristina Groves        | 555    |
| 2.  | Christine Nesbitt      | 508    |
| 3.  | Ireen Wüst             | 338    |
| 4.  | Paulien van Deutekom   | 330    |
| 5.  | Anni Friesinger        | 312    |
| 6.  | Daniela Anschütz-Thoms | 283    |
| 7.  | Claudia Pechstein      | 264    |
| 8.  | Jorien Voorhuis        | 207    |
| 9.  | Martina Sáblíková      | 206    |
| 10. | Diane Valkenburg       | 205    |

| Lp. | Zawodnik               | Punkty |
| --- | ---------------------- | ------ |
| 1.  | Martina Sáblíková      | 730    |
| 2.  | Claudia Pechstein      | 490    |
| 3.  | Renate Groenewold      | 355    |
| 4.  | Kristina Groves        | 310    |
| 5.  | Daniela Anschütz-Thoms | 305    |
| 6.  | Clara Hughes           | 285    |
| 7.  | Ireen Wüst             | 262    |
| 8.  | Catherine Raney        | 239    |
| 9.  | Cindy Klassen          | 212    |
| 10. | Katrin Mattscherodt    | 185    |

| Lp. | Zawodnik          | Punkty |
| --- | ----------------- | ------ |
| 1.  | Kanada            | 350    |
| 2.  | Niemcy            | 330    |
| 2.  | Rosja             | 330    |
| 4.  | Japonia           | 305    |
| 5.  | Polska            | 155    |
| 6.  | Holandia          | 136    |
| 7.  | Stany Zjednoczone | 135    |
| 8.  | Rumunia           | 113    |
| 9.  | Białoruś          | 60     |
| 10. | Chiny             | 50     |

### Mężczyźni

#### Wyniki
| Data                 | Miejsce                                                           | Konkurencja                                                       | Zwycięzca                                                         | 2. miejsce                                                        | 3. miejsce                                                        |
| -------------------- | ----------------------------------------------------------------- | ----------------------------------------------------------------- | ----------------------------------------------------------------- | ----------------------------------------------------------------- | ----------------------------------------------------------------- |
| 9-11 listopada 2007  | Salt Lake City                                                    | 500 m (9 listopada)                                               | Jeremy Wotherspoon                                                | Lee Kang-seok                                                     | Lee Kyu-hyeok                                                     |
| 9-11 listopada 2007  | Salt Lake City                                                    | 1500 m (9 listopada)                                              | Erben Wennemars                                                   | Denny Morrison                                                    | Shani Davis                                                       |
| 9-11 listopada 2007  | Salt Lake City                                                    | 1000 m (10 listopada)                                             | Pekka Koskela                                                     | Shani Davis                                                       | Jeremy Wotherspoon                                                |
| 9-11 listopada 2007  | Salt Lake City                                                    | 5000 m (10 listopada)                                             | Enrico Fabris                                                     | Sven Kramer                                                       | Håvard Bøkko                                                      |
| 9-11 listopada 2007  | Salt Lake City                                                    | 500 m (11 listopada)                                              | Jeremy Wotherspoon                                                | Lee Kyu-hyeok                                                     | Yu Fengtong                                                       |
| 9-11 listopada 2007  | Salt Lake City                                                    | 1000 m (11 listopada)                                             | Jeremy Wotherspoon                                                | Shani Davis                                                       | Lee Kyu-hyeok                                                     |
| 16-18 listopada 2007 | Calgary                                                           | 500 m (16 listopada)                                              | Jeremy Wotherspoon                                                | Dmitrij Łobkow                                                    | Mun Jun                                                           |
| 16-18 listopada 2007 | Calgary                                                           | 1500 m (16 listopada)                                             | Simon Kuipers                                                     | Shani Davis                                                       | Mark Tuitert                                                      |
| 16-18 listopada 2007 | Calgary                                                           | 500 m (17 listopada)                                              | Jeremy Wotherspoon                                                | Tucker Fredricks                                                  | Mika Poutala                                                      |
| 16-18 listopada 2007 | Calgary                                                           | 5000 m (17 listopada)                                             | Sven Kramer                                                       | Enrico Fabris                                                     | Carl Verheijen                                                    |
| 16-18 listopada 2007 | Calgary                                                           | 1000 m (18 listopada)                                             | Denny Morrison                                                    | Jeremy Wotherspoon                                                | Lee Kyu-hyeok                                                     |
| 16-18 listopada 2007 | Calgary                                                           | Drużynowo (18 listopada)                                          | Kanada Arne Dankers · Steven Elm · Denny Morrison                 | Norwegia Håvard Bøkko · Henrik Christiansen · Sverre Haugli       | Niemcy Stefan Heythausen · Robert Lehmann · Tobias Schneider      |
| 1-2 grudnia 2007     | Kołomna                                                           | 1500 m (1 grudnia)                                                | Erben Wennemars                                                   | Enrico Fabris                                                     | Håvard Bøkko                                                      |
| 1-2 grudnia 2007     | Kołomna                                                           | 10 000 m (2 grudnia)                                              | Håvard Bøkko                                                      | Tom Prinsen                                                       | Bob de Jong                                                       |
| 7-9 grudnia 2007     | Heerenveen                                                        | 500 m (7 grudnia)                                                 | Tucker Fredricks                                                  | Lee Kyu-hyeok                                                     | Mun Jun                                                           |
| 7-9 grudnia 2007     | Heerenveen                                                        | 1500 m (7 grudnia)                                                | Sven Kramer                                                       | Denny Morrison                                                    | Mark Tuitert                                                      |
| 7-9 grudnia 2007     | Heerenveen                                                        | 500 m (8 grudnia)                                                 | Lee Kang-seok                                                     | Jōji Katō                                                         | Mun Jun                                                           |
| 7-9 grudnia 2007     | Heerenveen                                                        | 5000 m (8 grudnia)                                                | Sven Kramer                                                       | Håvard Bøkko                                                      | Shani Davis                                                       |
| 7-9 grudnia 2007     | Heerenveen                                                        | 1000 m (9 grudnia)                                                | Shani Davis                                                       | Denny Morrison                                                    | Lee Kyu-hyeok                                                     |
| 7-9 grudnia 2007     | Heerenveen                                                        | Drużynowo (9 grudnia)                                             | Holandia Sven Kramer · Wouter Olde Heuvel · Erben Wennemars       | Kanada Arne Dankers · Justin Warsylewicz · Denny Morrison         | Rosja Jewgienij Łalenkow · Iwan Skobriew · Aleksiej Junin         |
| 15-16 grudnia 2007   | Erfurt                                                            | 500 m (15 grudnia)                                                | Lee Kang-seok                                                     | Dmitrij Łobkow                                                    | Lee Kyu-hyeok                                                     |
| 15-16 grudnia 2007   | Erfurt                                                            | 1000 m (15 grudnia)                                               | Shani Davis                                                       | Denny Morrison                                                    | Mun Jun                                                           |
| 15-16 grudnia 2007   | Erfurt                                                            | 100 m (16 grudnia)                                                | Lee Kang-seok                                                     | Yu Fengtong                                                       | Zhang Zhongqi                                                     |
| 15-16 grudnia 2007   | Erfurt                                                            | 500 m (16 grudnia)                                                | Lee Kang-seok                                                     | Mun Jun                                                           | Simon Kuipers                                                     |
| 15-16 grudnia 2007   | Erfurt                                                            | 1000 m (16 grudnia)                                               | Jan Bos                                                           | Shani Davis                                                       | Mun Jun                                                           |
| 12-13 stycznia 2008  | 105. mistrzostwa Europy w wieloboju 2008 – Kołomna                | 105. mistrzostwa Europy w wieloboju 2008 – Kołomna                | 105. mistrzostwa Europy w wieloboju 2008 – Kołomna                | 105. mistrzostwa Europy w wieloboju 2008 – Kołomna                | 105. mistrzostwa Europy w wieloboju 2008 – Kołomna                |
| 19-20 stycznia 2008  | 39. Mistrzostwa świata w wieloboju sprinterskim 2008 – Heerenveen | 39. Mistrzostwa świata w wieloboju sprinterskim 2008 – Heerenveen | 39. Mistrzostwa świata w wieloboju sprinterskim 2008 – Heerenveen | 39. Mistrzostwa świata w wieloboju sprinterskim 2008 – Heerenveen | 39. Mistrzostwa świata w wieloboju sprinterskim 2008 – Heerenveen |
| 25-27 stycznia 2008  | Hamar                                                             | 500 m (25 stycznia)                                               | Jeremy Wotherspoon                                                | Keiichirō Nagashima                                               | Pekka Koskela                                                     |
| 25-27 stycznia 2008  | Hamar                                                             | 500 m (26 stycznia)                                               | Jeremy Wotherspoon                                                | Mun Jun                                                           | Mika Poutala                                                      |
| 25-27 stycznia 2008  | Hamar                                                             | 1500 m (26 stycznia)                                              | Simon Kuipers                                                     | Sven Kramer                                                       | Denny Morrison                                                    |
| 25-27 stycznia 2008  | Hamar                                                             | 1000 m (27 stycznia)                                              | Denny Morrison                                                    | Simon Kuipers                                                     | Jeremy Wotherspoon                                                |
| 25-27 stycznia 2008  | Hamar                                                             | 10 000 m (27 stycznia)                                            | Håvard Bøkko                                                      | Chad Hedrick                                                      | Bob de Jong                                                       |
| 2-3 lutego 2008      | Baselga di Pinè                                                   | 5000 m (2 lutego)                                                 | Zawody odwołane                                                   | Zawody odwołane                                                   | Zawody odwołane                                                   |
| 2-3 lutego 2008      | Baselga di Pinè                                                   | 1500 m (3 lutego)                                                 | Shani Davis                                                       | Simon Kuipers                                                     | Mark Tuitert                                                      |
| 2-3 lutego 2008      | Baselga di Pinè                                                   | Drużynowo (3 lutego)                                              | Norwegia Håvard Bøkko · Henrik Christiansen · Sverre Haugli       | Holandia Erben Wennemars · Carl Verheijen · Ted-Jan Bloemen       | Rosja Iwan Skobriew · Jewgienij Łalenkow · Aleksiej Junin         |
| 9-10 lutego 2008     | 102. mistrzostwa świata w wieloboju 2008 – Berlin                 | 102. mistrzostwa świata w wieloboju 2008 – Berlin                 | 102. mistrzostwa świata w wieloboju 2008 – Berlin                 | 102. mistrzostwa świata w wieloboju 2008 – Berlin                 | 102. mistrzostwa świata w wieloboju 2008 – Berlin                 |
| 16-17 lutego 2008    | Inzell                                                            | 500 m (16 lutego)                                                 | Jōji Katō                                                         | Jeremy Wotherspoon                                                | Keiichirō Nagashima                                               |
| 16-17 lutego 2008    | Inzell                                                            | 1000 m (16 lutego)                                                | Shani Davis                                                       | Denny Morrison                                                    | Jan Bos                                                           |
| 16-17 lutego 2008    | Inzell                                                            | 100 m (17 lutego)                                                 | Mark Nielsen                                                      | Mika Poutala                                                      | Dag Erik Kleven                                                   |
| 16-17 lutego 2008    | Inzell                                                            | 500 m (17 lutego)                                                 | Jeremy Wotherspoon                                                | Mike Ireland Keiichirō Nagashima                                  |                                                                   |
| 16-17 lutego 2008    | Inzell                                                            | 1000 m (17 lutego)                                                | Shani Davis                                                       | Denny Morrison                                                    | Jan Bos                                                           |
| 22-24 lutego 2008    | Heerenveen                                                        | 500 m (22 lutego)                                                 | Jeremy Wotherspoon                                                | Jōji Katō                                                         | Lee Kyu-hyeok                                                     |
| 22-24 lutego 2008    | Heerenveen                                                        | 1500 m (22 lutego)                                                | Shani Davis                                                       | Denny Morrison                                                    | Enrico Fabris                                                     |
| 22-24 lutego 2008    | Heerenveen                                                        | 500 m (23 lutego)                                                 | Jeremy Wotherspoon                                                | Jōji Katō                                                         | Dmitrij Łobkow                                                    |
| 22-24 lutego 2008    | Heerenveen                                                        | 5000 m (23 lutego)                                                | Sven Kramer                                                       | Enrico Fabris                                                     | Wouter Olde Heuvel                                                |
| 22-24 lutego 2008    | Heerenveen                                                        | 1000 m (24 lutego)                                                | Shani Davis                                                       | Denny Morrison                                                    | Simon Kuipers                                                     |
| 22-24 lutego 2008    | Heerenveen                                                        | 100 m (24 lutego)                                                 | Jōji Katō                                                         | Lee Kang-seok                                                     | Maciej Ustynowicz                                                 |
| 22-24 lutego 2008    | Heerenveen                                                        | Drużynowo (24 lutego)                                             | Holandia Sven Kramer · Wouter Olde Heuvel · Carl Verheijen        | Kanada Arne Dankers · Denny Morrison · Justin Warsylewicz         | Rosja Jewgienij Łalenkow · Iwan Skobriew · Aleksiej Jesin         |
| 6-9 marca 2008       | 11. Mistrzostwa świata na dystansach 2008 – Nagano                | 11. Mistrzostwa świata na dystansach 2008 – Nagano                | 11. Mistrzostwa świata na dystansach 2008 – Nagano                | 11. Mistrzostwa świata na dystansach 2008 – Nagano                | 11. Mistrzostwa świata na dystansach 2008 – Nagano                |

#### Klasyfikacje
| Lp. | Zawodnik          | Punkty |
| --- | ----------------- | ------ |
| 1.  | Lee Kang-seok     | 220    |
| 1.  | Mika Poutala      | 220    |
| 3.  | Jōji Katō         | 210    |
| 4.  | Maciej Ustynowicz | 200    |
| 5.  | Jan Smeekens      | 155    |
| 6.  | Vincent Labrie    | 135    |
| 7.  | Dag Erik Kleven   | 110    |
| 8.  | Mark Nielsen      | 100    |
| 9.  | Yu Fengtong       | 80     |
| 10. | Tadashi Obara     | 72     |

| Lp. | Zawodnik            | Punkty |
| --- | ------------------- | ------ |
| 1.  | Jeremy Wotherspoon  | 1080   |
| 2.  | Lee Kang-seok       | 775    |
| 3.  | Dmitrij Łobkow      | 725    |
| 4.  | Lee Kyu-hyeok       | 714    |
| 4.  | Mika Poutala        | 714    |
| 6.  | Mun Jun             | 675    |
| 7.  | Jōji Katō           | 586    |
| 8.  | Tucker Fredricks    | 567    |
| 9.  | Keiichirō Nagashima | 540    |
| 10. | Lee Ki-ho           | 373    |

| Lp. | Zawodnik           | Punkty |
| --- | ------------------ | ------ |
| 1.  | Shani Davis        | 840    |
| 2.  | Denny Morrison     | 736    |
| 3.  | Jan Bos            | 550    |
| 4.  | Simon Kuipers      | 471    |
| 5.  | Jeremy Wotherspoon | 456    |
| 6.  | Lee Kyu-hyeok      | 433    |
| 7.  | Mun Jun            | 387    |
| 8.  | Mark Tuitert       | 300    |
| 9.  | Erben Wennemars    | 290    |
| 10. | Mika Poutala       | 269    |

| Lp. | Zawodnik           | Punkty |
| --- | ------------------ | ------ |
| 1.  | Shani Davis        | 460    |
| 2.  | Simon Kuipers      | 426    |
| 3.  | Mark Tuitert       | 413    |
| 4.  | Erben Wennemars    | 397    |
| 5.  | Enrico Fabris      | 359    |
| 6.  | Denny Morrison     | 356    |
| 7.  | Sven Kramer        | 320    |
| 8.  | Jewgienij Łalenkow | 309    |
| 9.  | Håvard Bøkko       | 305    |
| 10. | Iwan Skobriew      | 210    |

| Lp. | Zawodnik           | Punkty |
| --- | ------------------ | ------ |
| 1.  | Håvard Bøkko       | 445    |
| 2.  | Sven Kramer        | 430    |
| 3.  | Enrico Fabris      | 300    |
| 4.  | Bob de Jong        | 284    |
| 5.  | Wouter Olde Heuvel | 250    |
| 5.  | Chad Hedrick       | 250    |
| 7.  | Carl Verheijen     | 220    |
| 7.  | Tom Prinsen        | 220    |
| 9.  | Arne Dankers       | 215    |
| 10. | Øystein Grødum     | 184    |

| Lp. | Zawodnik | Punkty |
| --- | -------- | ------ |
| 1.  | Holandia | 375    |
| 2.  | Kanada   | 360    |
| 3.  | Norwegia | 330    |
| 4.  | Rosja    | 305    |
| 4.  | Niemcy   | 156    |
| 6.  | Polska   | 140    |
| 7.  | Włochy   | 118    |
| 8.  | Szwecja  | 116    |
| 9.  | Japonia  | 96     |
| 10. | Czechy   | 66     |